# Phi
Das Phi (griechisches Neutrum Φι, Majuskel Φ bzw. {\displaystyle \Phi \,}, Minuskel φ ({\displaystyle \varphi \,}) oder ϕ ({\displaystyle \phi \,}), übliche Aussprache der Benennung des Buchstabens: [fi:]) ist der 21. Buchstabe des griechischen Alphabets und hat nach dem milesischen System den Zahlwert 500.

## Varianten des Kleinbuchstaben
Für das kleine Phi gibt es zwei Glyphen:
- – eine „geschwungene“ Form mit einer Verlängerung nach unten, ähnlich dem Lateinbuchstaben „y“,
- – eine „gerade“ Form mit einem langen vertikalen Querstrich, die dem Großbuchstaben Phi ähnelt.

Im Unicode-Standard bzw. der Norm ISO/IEC 10646 gilt die geschwungene Form als der standardmäßige griechische Kleinbuchstabe (U+03C6 greek small letter phi) und die gerade Form als Variante (U+03D5 greek phi symbol), siehe Unicodeblock Griechisch und Koptisch. Dies ist jedoch erst seit Unicode-Version 3.0 (veröffentlicht 1999) so; zuvor war es umgekehrt.
Dementsprechend ist in HTML der geschwungene Standardbuchstabe als &phi; und &#x03C6; definiert, die gerade Variante als &varphi; bzw. &#x03D5;. Aufgrund der oben genannten Historie wird in älterer Literatur und Dokumentation aber noch &varphi; als „geschwungene“ Glyphe und &phi; als „gerade“ Glyphe dargestellt.
Der Formel-Editor in TeX wurde jedoch nicht der seit Unicode 3.0 geltenden Regel angepasst. Hier gilt weiterhin die nun wenig logische Konvention, dass die geschwungene Unicode-Standardform als \varphi eingegeben wird und die gerade Variante als \phi.
Je nach verwendetem Browser und Font kann die Darstellung aber abweichen. Ob sie der Norm folgt, kann man hier prüfen:
- φ (&phi;) und φ (&#x03C6;) sowie {\displaystyle \varphi } (math: \varphi) sollten aussehen wie ,
- ϕ (&varphi;) und ϕ (&#x03D5;) sowie {\displaystyle \phi } (math: \phi) sollten aussehen wie .

## Verwendung
- In der Mathematik bezeichnet
  - das kleine Phi ({\displaystyle \varphi }) einen Platzhalter für eine Aussage oder Formel in der Aussagenlogik.
  - das kleine Phi ({\displaystyle \varphi }) einen Winkel in den Polarkoordinaten und den Azimutwinkel in sphärischen Polarkoordinaten.
  - das kleine Phi ({\displaystyle \varphi }) die Eulersche φ-Funktion.
  - das große Phi (Φ) den irrationalen Zahlenwert des Goldenen Schnittes.
  - das große Phi (Φ) das Gauß’sche Fehlerintegral, die Verteilungsfunktion der Standardnormalverteilung.

- In der Physik bezeichnet
  - das kleine Phi ({\displaystyle \varphi }) in der Strömungslehre die Durchflusszahl.
  - das kleine Phi ({\displaystyle \varphi }) in der Thermodynamik bzw. Klimatechnik die relative Luftfeuchte.
  - das kleine (üblicherweise „gerade“) Phi ({\displaystyle \phi }) in der Teilchenphysik das Phi-Meson.
  - das große Phi (Φ) in der Thermodynamik den Wärmestrom.
  - das große Phi (Φ) in der theoretischen Physik das elektrische Potential.
  - das große Phi (Φ) in der Lichttechnik den Lichtstrom.
  - das große Phi (Φ) in der Werkstoff- und Bautechnik sowie in den Geowissenschaften die Porosität.
  - das große Phi (Φ) in der Triebwerkskunde das Äquivalenzverhältnis.
- Das große Phi (Φ) ist ferner das allgemeine Zeichen für Physik, z. B. im Logo der Deutschen Physikalischen Gesellschaft.

- In der Elektrotechnik und der Physik bezeichnet
  - das kleine Phi ({\displaystyle \varphi }) den Phasenverschiebungswinkel.
  - das große Phi (Φ) den magnetischen Fluss.
  - das große Phi (Φ) die Anzahl der Außenleiter, z. B. bedeutet 1Φ Einphasenwechselstrom, während 3Φ Dreiphasenwechselstrom signalisiert. Eine andere häufig angewandte Notation verwendet anstelle des großen Phis die Tilde.

- In der Chemie
  - ist das kleine Phi ({\displaystyle \varphi }) das Formelzeichen für den Volumenanteil einer Komponente in einem Stoffgemisch.

- In der Biochemie bezeichnet
  - Phi den Torsionswinkel um die C alpha-N-Bindung in einem Protein und ist so neben Psi einer der beiden Rotationswinkel, mit denen sich die Gerüstkonformation einer Polypeptidkette weitgehend beschreiben lässt.

- In der Biologie bezeichnet
  - Phi eine Gruppe von Bakteriophagen mit einzelsträngiger DNA (Microviridae).
  - Phi Solenidia (mechano- oder chemosensorische Setae) auf der Tibia der Acariformes.[4]

- In der Geographie steht
  - Phi für die geographische Breite.

- In der Geologie, insbesondere Ingenieurgeologie, bezeichnet
  - das kleine Phi ({\displaystyle \varphi }) den Winkel, den eine geologische Fläche mit einer gedachten horizontalen Fläche bildet, dem so genannten Einfallswinkel.

- In der Geomechanik steht
  - das kleine Phi ({\displaystyle \varphi }) für den Reibungswinkel eines Lockergesteins.

- In der Strukturgeologie dient
  - Phi zur Benennung eines Klast-Typus (siehe Phi-Klast).

- In der Statistik bezeichnet
  - der Phi-Koeffizient ({\displaystyle \phi }) den Zusammenhang zweier dichotomer Merkmale (Merkmale, die nur je zwei Ausprägungen annehmen können, z. B. Geschlecht, ja-nein oder haben-nicht haben).

- In der Phonologie steht
  - das kleine Phi für eine phonologische Phrase.

- Bei der Konstruktion von Faser-Kunststoff-Verbunden (FKV) bezeichnet
  - Phi den Faservolumenanteil.

- In der Umformtechnik bezeichnet
  - Phi den Umformgrad.

- In der Kybernetik steht
  - der Phi-Wert (nach Giulio Tononi) für die Bewusstheit bzw. das Bewusstsein eines Systems.

- In der Neuroinformatik bezeichnet
  - Phi die Aktivierungsfunktion eines Neurons.

- In der Politik ist
  - das kleine Phi ({\displaystyle \varphi }) im Logo der französischen Partei La France insoumise.

- In der Herstellung von Zeitmessern
  - das große Phi (Φ) als Logo von Baume & Mercier

## Aussprache und Transkription
Im Altgriechischen wurde das Phi nicht als [f], sondern als aspiriertes p [ph] ausgesprochen. Bei der Übernahme griechischer Wörter ins Lateinische wurden die Lehnwörter, insbesondere technische Bezeichnungen und Eigennamen, die den Buchstaben Φ enthielten, mit „p“ oder „ph“ transkribiert, womit sich die Schreiber bemühten, diesen Laut wiederzugeben, den das Lateinische nicht kannte. Später, in den ersten Jahrhunderten nach Christus, tauchten erstmals Schreibungen mit „f“ in solchen Lehnwörtern auf, was darauf hinweist, dass das Phi im Griechischen zu einem Frikativ (Reibelaut) geworden war. So wurde im zweiten Jahrhundert „P(h)ilippus“ durch „Filippus“ ersetzt.
Im modernen Griechisch sowie in der Schulaussprache des Altgriechischen ist die Aussprache [f]. In deutschen Wörtern griechischen Ursprungs, die die Buchstabenfolge „ph“ enthalten (z. B. Philologie, Philosophie), kann unter gewissen Bedingungen „ph“ durch „f“ ersetzt werden.

## Symbole im Internationalen Phonetisches Alphabet
Das Internationale Phonetische Alphabet (IPA) verwendet das Symbol ɸ für den stimmlosen bilabialen Frikativ. Hierfür gibt es im Unicodeblock IPA-Erweiterungen ein eigenes Zeichen (U+0278 latin small letter phi). Für das Uralische Phonetische Alphabet gibt es im Block Phonetische Erweiterungen das Zeichen ᵠ (U+1D60 modifier letter small greek phi).